# Sörforsa
Sörforsa – miejscowość (tätort) w Szwecji, w regionie administracyjnym (län) Gävleborg, w gminie Hudiksvall.
Według danych Szwedzkiego Urzędu Statystycznego liczba ludności wyniosła: 1581 (31 grudnia 2015), 1556 (31 grudnia 2018) i 1535 (31 grudnia 2019).